# Brezovac Žumberački
Brezovac Žumberački – wieś w Chorwacji, w żupanii zagrzebskiej, w mieście Samobor. W 2011 roku liczyła 23 mieszkańców.